# Финистер
Финистер (фр. Finistère, брет. Penn-ar-Bed) — департамент на западе Франции, один из департаментов региона Бретань. Самый западный департамент страны (не считая заморских). Порядковый номер — 29. Административный центр — Кемпер. Население — 915 090 человек (24-е место среди департаментов, данные 2019 г.).

## География
Департамент Финистер является частью региона Бретань и граничит с департаментами Кот-д’Армор на востоке и Морбиан на юго-востоке. С трех сторон выходит на побережье: на севере — Ла-Манша, на западе — Атлантического океана, на юге — Бискайского залива. Мыс Корсен, расположенный приблизительно в 40 км от Бреста, является самой западной точкой континентальной Франции. На возвышенности Арре находится самая высокая точка Бретани — Рох-Руз (385 м).
Площадь территории — 6 733 км². Департамент включает 4 округа (Брест, Кемпер, Морле и Шатолен), 27 кантонов и 277 коммун.

## История
Финистер был одним из первых департаментов, образованных во время Великой французской революции в марте 1790 года. Возник на территории бывшей провинции Бретань и включил исторические земли Леон, две трети Корнуая, включая её столицу Кемпер, Трегор и часть Ваннете. Название буквально означает «Край земли» (лат. Finis Terræ) и восходит к названию бретонского селения Фин-Терр, давшего имя также основанному здесь аббатству и мысу.
В древнюю эпоху территория нынешнего департамента Финистер принадлежала кельтскому племени осисмиев. После римского завоевания эта территория была включена в состав провинции Лугдунская Галлия. Центром её был римский город Vorgium (сейчас Каре-Плугер). В конце III века на западном побережье была построена крепость для защиты от пиратов и основан нынешний Брест. Столетием позже эта крепость станет частью системы укреплений Tractus Armoricanus et Nervicanus.
В Новое Время Финистер играл важную роль в торговом законодательстве Великобритании. В частности, Адам Смит рассказывает, что в XVIII веке вывоз ряда товаров из Североамериканских колоний Великобритании был разрешён только в страны, расположенные «южнее мыса Финистер».

## Экономика
Сельское хозяйство является доминирующим видом деятельности и использует около 2/3 территории (63 %). В департаменте насчитывается почти 11 000 фермерских хозяйств, в сельском хозяйстве постоянно занято около 26 тыс. человек. Главной отраслью является животноводство, а большая часть выращиваемых культур предназначена на корм животным. Также департамент Финистер отличается высокой урожайностью овощей, в основном в северной части.
Большое значение имеет рыболовство от прибрежной ловли до массовой добычи рыбы в Атлантическом и Индийском океанах. К гаваням департамента приписано около 850 судов, что составляет 22 % всего рыболовного флота Франции.
Промышленность развита в городах: доминирует пищевая промышленность (41 % занятого населения), судостроение, электроника, производство электрических установок для морских судов.
Важной частью экономики департамента является туризм, но темпы его роста остаются нестабильными.
Находящийся в составе территории муниципалитета Брестский рейд издревле является одной из важнейших морских баз Франции. В частности, на полуострове Иль-Лонге находится база сил ядерного сдерживания ВМС Франции, где обслуживаются стратегические атомные подводные лодки типа «Триумфан».

## Население
Крупнейшим городом департамента является Брест (население 139 тыс. человек по данным 2016 года). За ним следуют Кемпер (63,5 тыс.), Конкарно (19,0 тыс.), Ландерно (15,8 тыс.), Морле (14,7 тыс.), Гипава (14,5 тыс.), Дуарнене (14,0 тыс.).

## Туризм
Департамент Финистер привлекает своим обширным морским побережьем с красивыми видами и просторными пляжами. Во многих прибрежных населённых пунктах проводится обучения водным видам спорта: сёрфинг, парусные яхты, байдарки и т. д. В старинных бретонских городах много красивых зданий и исторических памятников.
- Кафедральный собор Кемпера
- Старый город в Конкарно
- Средневековые форт и башня в Бресте
- Деревня Локронан
- Виадук в Морле
- Мыс Корсен
- Маяк Вьей

## Политика
Результаты голосования жителей департамента на Президентских выборах 2022 г.:
1-й тур: Эмманюэль Макрон ("Вперёд, Республика!") — 32,21 %; Марин Ле Пен (Национальное объединение) — 21,47 %; Жан-Люк Меланшон («Непокорённая Франция») — 18,58 %;  Янник Жадо ("Европа Экология Зелёные") — 6,12 %; Прочие кандидаты — менее 5 %.
2-й тур: Эмманюэль Макрон — 67,50 % (в целом по стране — 58,55 %); Марин Ле Пен — 32,50 % (в целом по стране — 41,45 %).
- Президентские выборы 2022. Результаты 1 тура (по кантонам)
- Президентские выборы 2022. Результаты 2 тура (по кантонам)
- Президентские выборы 2022. Результаты 2 тура (по округам)

(2017 год — 1-й тур: Эмманюэль Макрон («Вперёд!») — 29,45 %; Жан-Люк Меланшон («Непокорённая Франция») — 19,67 %; Франсуа Фийон («Республиканцы») — 17,94 %; Марин Ле Пен (Национальный фронт) — 13,89 %; Бенуа Амон (Социалистическая партия) — 10,91 %. Прочие кандидаты — менее 5 %. 2-й тур: Эмманюэль Макрон — 77,33 % (в целом по стране — 66,10 %); Марин Ле Пен — 22,67 % (в целом по стране — 33,90 %)).
(2012 год — 1-й тур: Франсуа Олланд (Социалистическая партия) — 33,70 %; Николя Саркози (Союз за народное движение) — 24,46 %; Марин Ле Пен (Национальный фронт) — 11,98 %; Жан-Люк Меланшон (Левый фронт) — 11,52 %; Франсуа Байру (Демократическое движение) — 11,27 %. Прочие кандидаты — менее 5 %. 2-й тур: Франсуа Олланд — 58,86 % (в целом по стране — 51,62 %); Николя Саркози — 41,14 % (в целом по стране — 48,38 %)).
(2007 год — 1-й тур: Сеголен Руаяль (Социалистическая партия) — 29,19 %; Николя Саркози (Союз за народное движение) — 27,27 %; Франсуа Байру (Союз за французскую демократию) — 22,74 %; Жан-Мари Ле Пен (Национальный фронт) — 6,52 %; Оливье Безансно (Революционная коммунистическая лига) — 5,00 %. Прочие кандидаты — менее 5 %. 2-й тур: Сеголен Руаяль — 53,86 % (в целом по стране — 46,94) %; Николя Саркози — 46,14 % (в целом по стране — 53,06 %)).
В результате выборов в Национальное собрание в 2022 г. 8 мандатов от департамента Финистер распределились следующим образом: «Вперед, Республика!» — 6, «Демократическое движение» — 1, Социалистическая партия — 1. (2017 год — 8 мандатов: «Вперед, Республика!» — 7, «Демократическое движение» — 1. 2012 год — 8 мандатов: СП — 7, Разные левые — 1. 2007 год — 8 мандатов: СП — 5, СНД — 3).
На региональных выборах 2021 года во 2-м туре победил «левый блок» во главе с действующим президентом Регионального совета Бретани Лоиком Шене-Жираром, получивший 32,04 % голосов,  второе место получил «правый блок» во главе с Изабель ле Калленнек — 21,86 %, третье место заняли «зелёные» во главе с Клер Демаре-Пуарье с 20,44 % голосов, четвертыми были «центристы» во главе с Тьерри Бюрло ― 13,24 %, пятым Национальное объединение во главе с Жилем Пеннелем — 12,42 %. (2015 год: «левый блок» ― 53,34 %, «правый блок» — 29,16 %, Национальный фронт — 17,50 %).

## Совет департамента
После выборов 2021 года большинством в Совете департамента обладают правые и центристские партии. Президент Совета департамента — Маэль де Калан (Разные правые).
Состав Совета департамента (2021—2028):
|                        | Партия                        | Кол-во мест            | +/- (к 2015 г.)        |
| Большинство (28 мест): | Большинство (28 мест):        | Большинство (28 мест): | Большинство (28 мест): |
| ---------------------- | ----------------------------- | ---------------------- | ---------------------- |
|                        | Разные правые                 | 20                     | +4                     |
|                        | Республиканцы                 | 6                      | 0                      |
|                        | Союз демократов и независимых | 1                      | -1                     |
|                        | Вперёд, Республика!           | 1                      | 0                      |
| Оппозиция: (26 мест)   |                               |                        |                        |
|                        | Социалистическая партия       | 12                     | −13                    |
|                        | Разные левые                  | 8                      | +6                     |
|                        | Коммунистическая партия       | 3                      | +3                     |
|                        | За Бретань!                   | 2                      | 0                      |
|                        | Европа Экология Зелёные       | 1                      | +1                     |